# Polityczny Komitet Wyzwolenia Narodowego
Polityczny Komitet Wyzwolenia Narodowego (gr.  Πολιτική Επιτροπή Εθνικής Απελευθέρωσης, Politiki Epitropi Ethnikis Apeleftherosis, PEEA), zwany „Rządem gór” – rząd utworzony przez lewicowy Narodowy Front Wyzwoleńczy (EAM) dla zarządzania obszarami wyzwolonymi spod okupacji przez oddziały ELAS. Funkcjonował między marcem 1944 a majem 1944, gdy EAM zawarł porozumienie z rządem greckim na emigracji w sprawie utworzenia wspólnego rządu jedności narodowej.
Polityczny Komitet Wyzwolenia Narodowego powstał w marcu 1944 z inicjatywy lewicowego Frontu Wyzwolenia Narodowego (EAM) – koalicji powołanej w 1941 przez Komunistyczną Partię Grecji (KKE) i inne małe partie. Jego zadaniem miało być sprawowanie władzy na terenach pozostających pod kontrolą ELAS – partyzanckiej siły zbrojnej związanej z EAM. Organ ten stanowił konkurencję wobec greckiego rządu na uchodźstwie, uznawanego przez aliantów, lecz nieposiadającego ani demokratycznej legitymizacji, ani praktycznie żadnego poparcia w społeczeństwie okupowanej Grecji.
PEEA organizował administrację na górskich terenach wyzwolonych spod okupacji przez siły ELAS. Na terenach wyzwolonych przez ELAS powstawały instytucje nowej władzy, określanej jako władza ludowa: szkoły, placówki służby zdrowia, samorząd i milicja. W kwietniu 1944 na terenach kontrolowanych przez „rząd z gór” miały miejsce wybory do Rady Narodowej, w których wzięło udział ok. 1,8 mln osób, w tym, po raz pierwszy w historii Grecji, kobiety.
Początkowo rządem kierował Ewripidis Bakirtzis, następnie Aleksandros Swolos. W składzie PEEA w marcu 1944 znaleźli się:
- Kostas Gawrilidis, minister rolnictwa,
- Stamatis Hadzibis, minister gospodarki krajowej,
- Angielos Angielopulos, minister spraw gospodarczych,
- gen. Manolis Mandakas, minister wojska,
- Jeorjos Siantos, minister spraw wewnętrznych,
- Petros Kokalis, minister ubezpieczeń społecznych,
- Aleksandros Swolos, minister spraw zagranicznych, edukacji i religii oraz edukacji ludowej,
- Ewripidis Bakirtzis, minister zaopatrzenia,
- Iljas Tsirimokos, minister sądownictwa,
- Nikolaos Askutsis, minister transportu[6].

Z wymienionych do partii komunistycznej należał Siantos, a jako tajni członkowie prawdopodobnie także Kokalis i Mandakas. Hadzibis i Askutsis byli lewicowymi liberałami, Gawrilidis należał do Partii Agrarnej.
Powstanie PEEA zostało negatywnie przyjęte przez Wielką Brytanię. Winston Churchill wrogo odnosił się do lewicowego ruchu oporu w Grecji, zakładając, że zdominowana przez lewicę Grecja znajdzie się po wojnie pod kontrolą ZSRR. Równocześnie apel PEEA o utworzenie rządu jedności narodowej skłoniły część oficerów wojsk greckich na Bliskim Wschodzie, by domagać się od premiera rządu na uchodźstwie podjęcia rozmów z PEEA o utworzeniu wspólnego gabinetu. Premier rządu na emigracji Emmanuel Tsuderos podał się do dymisji i został zastąpiony przez Sofoklisa Wenizelosa, a następnie przez Jeoriosa Papandreu. Ten zwrócił się do Brytyjczyków z prośbą o pomoc w spacyfikowaniu buntu wojsk greckich, co też nastąpiło.
W maju 1944 delegacja PEEA zawarła w Bejrucie porozumienie z rządem Papandreu, na mocy którego obydwa gabinety zostały zjednoczone w Rządzie Jedności Narodowej, który stał się zarazem zwierzchnikiem całego greckiego ruchu oporu. W nowym rządzie reprezentanci EAM uzyskali jedynie pięć tek, w drugorzędnych resortach. Początkowo kierownictwo EAM żądało dla siebie reprezentacji proporcjonalnej co do znaczenia lewicy w ruchu oporu - kluczowych ministerstw i odejścia Papandreu (wenizelisty o przekonaniach antykomunistycznych). Dopiero w sierpniu kierownictwo EAM, prawdopodobnie pod wpływem radzieckiej misji wojskowej, zaakceptowało porozumienie.